# 스파이더 게임
《스파이더 게임》(영어: Along Came a Spider)은 미국에서 제작된 리 타마호리 감독의 2001년 스릴러 영화이다. 《키스 더 걸》(1997)의 속편이다. 모건 프리먼, 모니카 포터 등이 출연하였고, 데이비드 브라운 등이 제작에 참여하였다.

## 출연
- 모건 프리먼
- 모니카 포터
- 마이클 윈콧
- 딜런 베이커
- 미카 부럼
- 빌리 버크
- 안톤 옐친
- 제이 O. 샌더스
- 마이클 모리아티
- 퍼넬러피 앤 밀러
- 애나 마리아 호스퍼드
- 서맨사 페리스
- 킴 호손
- 톰 맥베스
- 라빌 이시야노프
- 크리스토퍼 샤이어

## 기타 제작진
- 배역: 데니즈 채미언, 스튜어트 에이킨스, 숀 코시
- 미술: 아이다 랜덤
- 의상: 사냐 밀코비치 헤이스